# Замок Рюдбогольм (Швеція)
Замок Рюдбогольм — колишня садиба, розташована в Кіркф’єрдені в парафії Естра Рюд, комуна Естерокер, округ Стокгольм. Замок виник у Середньовіччі і був резиденцією роду Стурееттен, потім — династії Ваза, а пізніше — Брагеаттен. Серед інших, тут у 1602 народився Пер Браге Молодший. Замок все ще перебуває у приватній власності, і в ньому живуть графиня Елізабет Дуґлас (уроджена фон Ессен), а також граф і фінансист Ґустав Дуґлас.
Сучасний вигляд замок отримав у 18 столітті. Особливий культурно-історичний інтерес представляє вежа Вазаторнет, побудована в середині 16 століття, названа на честь Густава Вази, який провів значну частину свого дитинства на Рюдбогольмі. З 1988 Вазаторнет є пам’яткою архітектури, що охороняється законом. Навколо замку є добре збережені будівлі, алеї, поля та великий пейзажний парк кінця 18 століття. Парк, на відміну від замку, доступний для публіки.
Замок Рюдбогольм і його околиці становлять національний інтерес для культурного середовища, презентуючи садибу, в якій мешкали найвизначніші знатні родини Швеції з кінця Середньовіччя.

## Історія
Ім’я Рюд є доісторичним і згадується на рунному камені неподалік. Кілька могильників залізної доби розташовані на північ від замку і можуть бути пов’язані з селами епохи вікінгів, які існували тут до епохи замку. Від церкви 15 століття Остра Рюд пряма алея веде вниз до замку.
Ймовірно, у першій половині 15 століття в Рюдбогольмі був побудований так званий Гаммельгорден. Ймовірно, будівля була збудована з дерева і стала садибним будинком. У письмових джерелах з 1436 р. Рюдбо Голм згадується кілька разів. Будівництво головної кам'яної будівлі та ядро сьогоднішнього об'єкта було розпочате в 1548 р. Вежа Вазаторнет є окремо стоячою частиною будівлі в південній прибудові східного крила. Вежа є залишком середньовічного замку і була побудована одночасно з головною будівлею. Раніше вважалося, що вежа датується 15 століттям, але під час археологічних досліджень будівлі, розпочатих у 1982, вдалося дендрохронологічно датувати вежу через оригінальні балки даху, які були зрубані взимку 1547–1548 рр.

## Стюреттен і Брагееттен

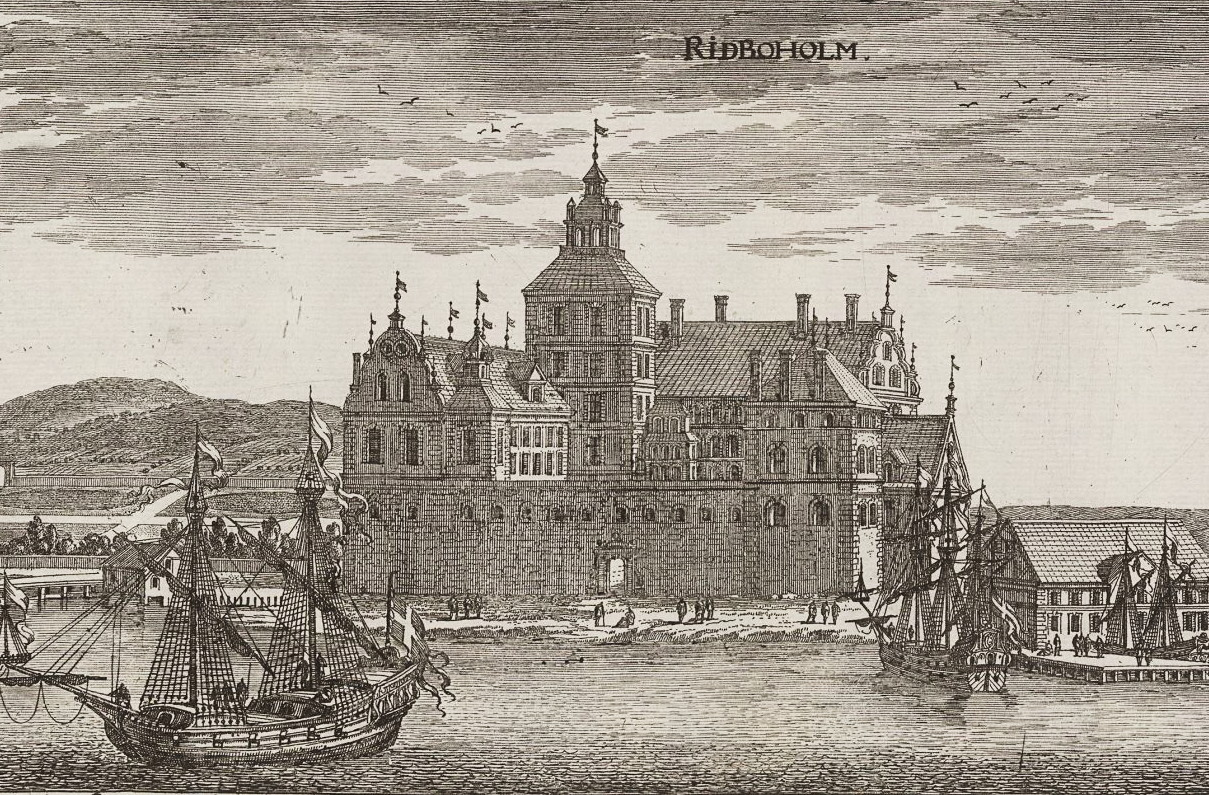
«Рюдбогольм» (автор малюнка – Ерік Дальберг), 1662 р.

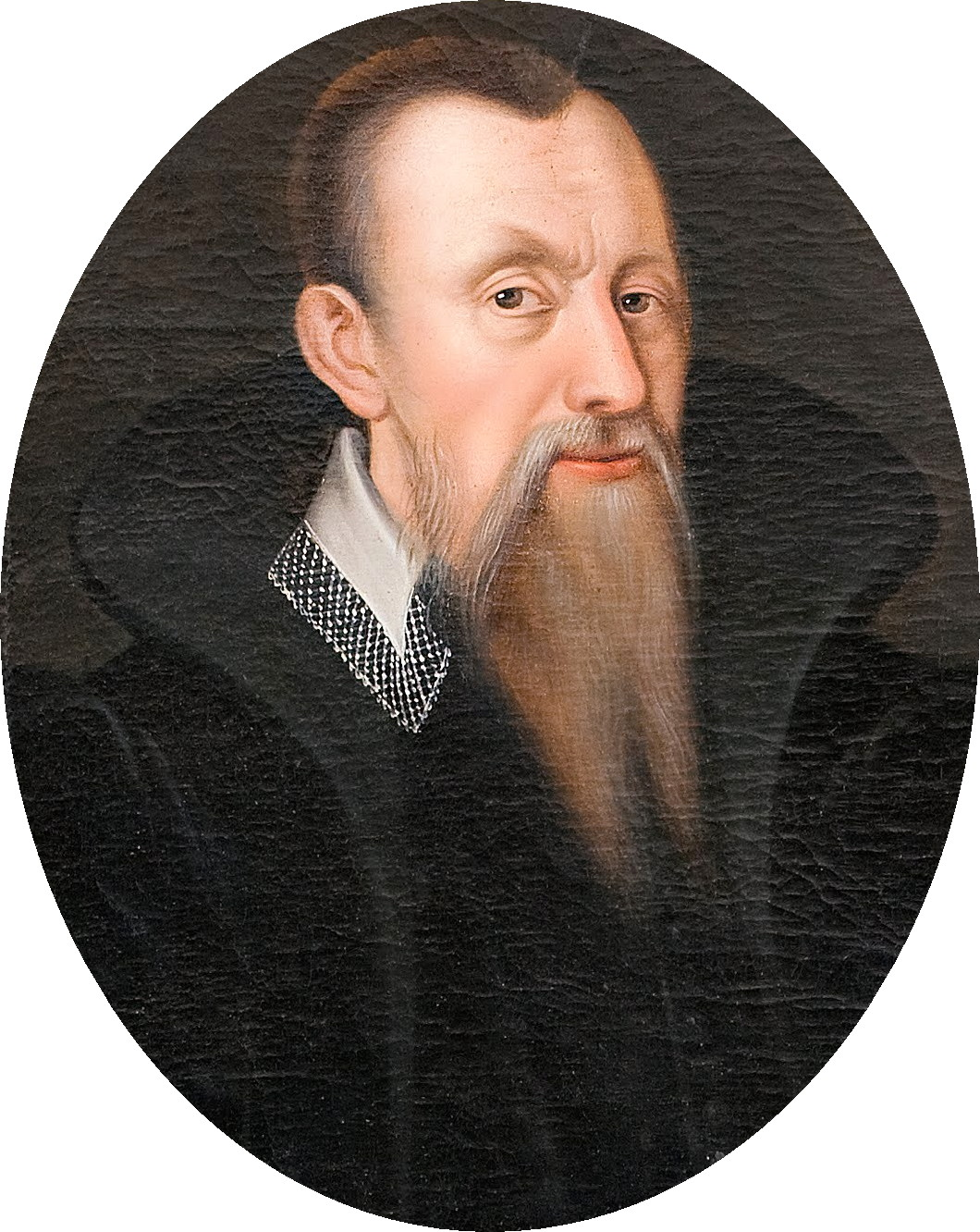
Будівельник Браге.

Першим відомим власником Рюдбогольма був радник Ґустав Анундсон Стуре. З 15 століття Рюдбогольм належав старшому Стурееттену, потім – династії Ваза, а пізніше Брагеаттенам, які володіли майном, за винятком періоду 1756–1761, до 1930, коли родина вимерла з останнім її представником – полковником графом Маґнусом Пер Браге (1849–1930).
Ймовірно, це був Пер Браге Старший, який побудував кам’яний будинок, що складався з головного корпусу із західним крилом. У головній будівлі є портальна кам’яна стіна з його іменем, гербом і 1548 роком, а також написом «Пан Пер Браге з Рюдбогольма». Його син Абрагам Браге продовжував будувати нині зниклу вежу у внутрішньому кутку між головною будівлею та роялем. Також вказано, що у 1596 році вежу «підняли до двох кімнат». Будівельні роботи очолив будівельник Бертіл Лінк, який також звів палац Три корони.
Зовнішній вигляд комплексу можна побачити на ілюстрації Еріка Дальберга «Рідбогольм» 1662 року у книзі Швеція давня і сучасна. Це могутня будівля епохи Відродження з ошатними фронтонами, порталами та баштовими капотами. У той час у Рюдбогольмі домінувала висока кутова вежа, увінчана ліхтарями, яка була добудована за Авраама Браге. Господарство було відгороджене стінами та захищене ровами. Зовні стояли кораблі та вітрильники. Вони ставали на якір на хребті або причалювали до власної пристані замку. Сйоваґен був природним доступом до Рюдбогольма.
На початку 18 століття цей ренесансний об’єкт був зруйнований пожежею, за винятком Вазаторнета. Вежу Браге знесли, а замість неї додали східне крило. Свій теперішній вигляд замок отримав із трьома U-подібними будівлями навколо внутрішнього двору, що тягнеться на південь. Фасад Вазаторнета був спрощений і отримав гладкий гіпсовий фасад і стельовий ліхтар. На флюгері вежі позначено 1746 рік.

## Вазаторнет

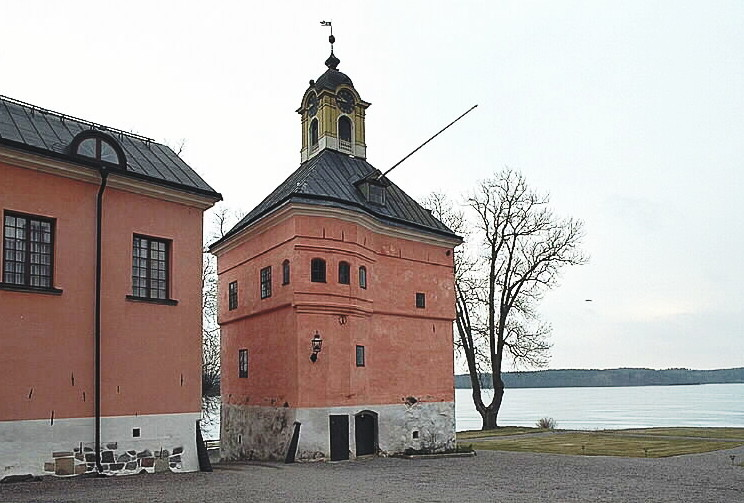
Вазаторнет 2002.

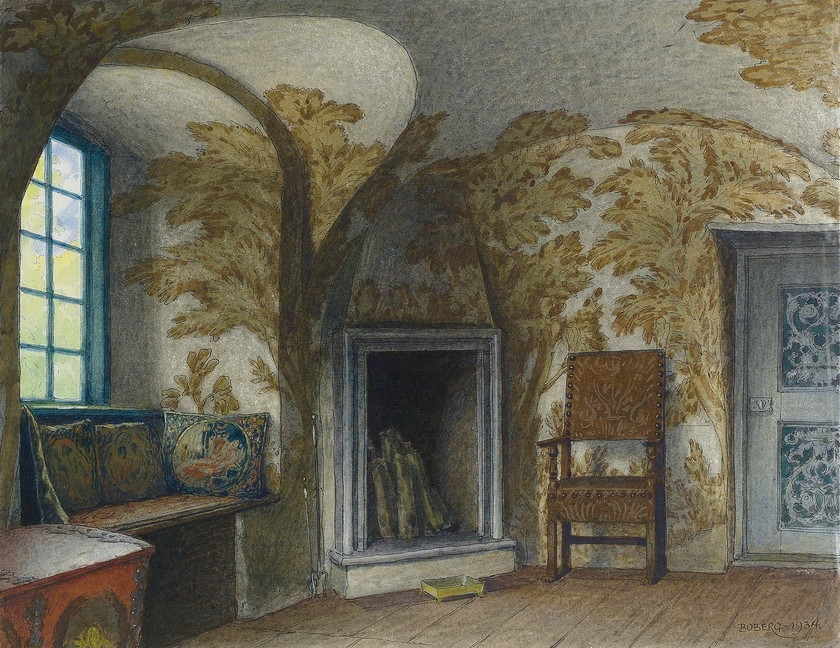
Інтер'єр, картина Фердінанда Боберга, 1934.

Вазаторнет – одна із найстаріших збережених будівель Рюдбогольма, яка завдяки своєму інтер’єру та особистій історії є унікальною культурно-історичною пам’яткою. Спочатку вежа була оточеною водою оборонною вежею в ренесансному стилі, ймовірно, вищою, ніж сьогодні, і з тиром на вершині.
Перший поверх вежі Вазаторнет збудований з сірого каменю. Над ним – два поверхи з цегли. Зі сторони двору вежа має ледь помітний тристоронній еркер, схожий на розширення. Стіни оштукатурені та побілені в рожевий колір, перший поверх у сажі. Вежу прикриває пірамідний капюшон, покритий листовим металом, увінчаний ажурним ліхтарем у жовтому ковпаку з баштовим годинником у кожному боці.
Можливо, Густав Ваза народився на Рюдбогольмі, але це до кінця не досліджено. Можливо, він народився на фермі Ліндгольмена в комуні Валлентуна. Проте підтверджено, що значну частину своєї юності він провів на Рюдбогольмі і оселився там в 1523 р. У документі 1521 року згадується Ґестаф Ерігсон у Ріббогольмі, тобто Густав I (Густав Ваза), якому тоді було 25 років.
За традицією, яка сягає середини 19 століття, Густав Ваза мав свій кабінет у вежі. Проте дослідження 1980-х років показали, що вежа була побудована лише в середині 16 століття, коли Густав став королем. Сучасні меблі датуються 1550-ми роками і пізніше. У кімнаті нагорі є декоративні розписи стелі, виконані в гризайлі наприкінці 17 століття. Інші деталі інтер’єру, такі як внутрішні віконниці та зелена глазурована кахельна піч, датуються приблизно 1770 роком. Деякі меблі, зокрема великий ударний стіл і письмовий стіл, датуються серединою 18 століття.
Велика кімната на верхньому поверсі називається «Вазаруммет». Інтер’єр був доданий за часів Пер Браге Старшого, ймовірно, у 1560-х, тобто після того, як Густав Ваза покинув Рюдбогольм. Стіни оздоблені касетними стіновими панелями. Вони пофарбовані в темно-смарагдово-зелений базовий тон і показують портрети членів родини Браге, римських богів і фантастичних фігур. Поверхня стіни над панно спочатку була прикрашена намальованими листовими лозами, які значною мірою зникли. Так само відсутня оригінальна касетна покрівля, залишилися лише вирізані балки. За даними колишньої Ради національної спадщини, Вазаруммет, незважаючи на свій зношений стан, є одним з найкрасивіших і цікавих інтер’єрів 16 століття, які Швеція може показати сьогодні.  З 8 лютого 1988 року вежа стала пам'яткою архітектури, що охороняється законом.

## Замок
У будівлі замку знаходиться так звана «палата Біргітта» (”Birgittakammaren”), яка має циліндричні склепіння, прикрашені пейзажами та великими деревами наприкінці 17 століття. Приміщення названо на честь бабусі Густава Вази, Бріти Стуре. «Сімейна кімната» характеризується чудовою стелею 17 століття, виконаною в гризайлі, та прикрашеною портретами династії від Пер Браге до останнього члена родини – Маґнуса Браге. На верхньому поверсі замку є кімната з меблями, переважно в пізньгуставіанському стилі та ампірі.

### Інтер’єр Вазаторнета та замку
- Вазаторнет, перший поверх.
- Вазаторнет, перший поверх, стеля, виконана у гризайлі.
- Картини на стінових панелях та інтер'єр "Вазаруммет" у верхній частині.
- У «Сімейній кімнаті». Розмальована акантова стеля.
- У «Сімейній кімнаті». Розмальована акантова стеля.

## Пейзажний парк
Наприкінці 18 століття тодішній власник Маґнус Фредрік Браге заклав великий пейзажний сад на захід від замку, який займав майже 100 акрів і простягався аж до Гелсундета. За тогочасною модою парк отримав багато романтичних аксесуарів, таких як обеліски, меморіальні марки, кілька пам’ятних каменів, лісову хатину, жертовну чашу та «Діогенову бочку», яка являє собою пофарбовану в зелений колір невелику альтанку у вигляді бочки з лавкою та краєвидами на Гелсундет. Один із двох дубів, які Густав Ваза посадив у парку, досі існує. Як і чотири дуби, які посадив король Карл XIV Юхан у 1834. Сьогодні пейзажний парк на Рюдбогольмі частково заріс, але власник зберігає ліс відкритим і стару мережу доріг недоторканою. Однак стара система каналів парку зараз висохла. Пейзажний парк відкритий для публіки, а територія замку є огородженою приватною територією.

### Сучасні світлини, Пейзажний парк
- Скоґшиддан.
- Одна з доріжок у парку.
- Чаша для жертвоприношень у Геллсундеті.
- Бочка Діогена в Геллзунде.
- Храм.

## фон Ессен
Після зникнення родини Браге в 1930, її склеп у церкві Остра Рюд був назавжди закритий, а ключ від вівтаря був урочисто опущений в сусідній Кіркф'ярден (бухта Стора Вертан) архієпископом Натаном Седерблюмом, якому допомагав король Густав V. Відповідно до заповіту, Рюдбогольм перейшов до придворного конюшні барона Вільгельма фон Ессена, племінника графа Браге.
У 1914 на майно, яке складало загалом 28 1/24 манталів у східних парафіях Рюда і Тебі, був накладений податок трохи більше 800 000 крон. Замок все ще перебуває у приватній власності, і в ньому живуть графиня Елізабет Дуґлас (уроджена фон Ессен), а також граф і фінансист Ґустав Дуґлас . Рюдбогольм довгий час був найбільшою садибою в районі Стокгольма з понад 40-ма орендарями. Кілька присадибних господарств і ферм добре збереглися і показують великі особняки, що залишили свій слід у культурному ландшафті.
На даний момент нерухомість має площу 2 864 га, з них 2 054 га лісу, і в 2004 була оподаткована податком у розмірі 60 мільйонів шведських крон. Рюдбогольм орендує частину своєї землі під поле для гольфу та пристань для яхт. Сім'я керує фермою, як і замком Стьярнорп. Елізабет Дуґлас та її сини відповідають за виконавче управління.  Станом на 2017 р. на території замку велися будівельні роботи з реконструкції старого рову, який через канал живиться водою з Кирквікену.

## Національний інтерес Рюдбогольма
Національний інтерес включає замок Рюдбогольм з самостійним Вазаторнетом і головною будівлею, в основному 16 століття, пейзажний парк з різними пам'ятниками і невеликими будівлями. Сюди також входять господарські будівлі та споруди, пов’язані з діяльністю садиби, а також ландшафт, який характеризується великими полями, алеями, орендованими та присадибними ділянками, декілька з яких мають єдиний дизайн. Крім того, церква Остра Рюд, яка є одночасно парафіяльною церквою та патронатом і похоронною церквою Рюдбогольма, включає будівлі, що належать парафіяльному центру, такі як дзвіниця та школа.

### Сучасні краєвиди
- Норра Ґрінден
- На самоті
- Альтанка в замковому парку
- Замковий сад
- Крамниця

### Друковані джерела
- Gösta Selling (1977). Säterier och gamla gårdar i Stockholmstrakten. Bonniers förlag. sid. 190–194. ISBN 91-0-039434-3

## Зовнішні посилання
- Slottsguiden: Rydboholm och dess historia [Архівовано 12 січня 2022 у Wayback Machine.]